# Parti fraternel mélanésien
Le Parti fraternel mélanésien, ou Parti mélanésien des amis ou des frères (bichelamar: Fren Melanesian Pati (FMP)) est un parti politique du Vanuatu.

## Historique
Il est fondé en  1975 par Albert Ravutia, un Protestant francophone. Le pays est alors un condominium franco-britannique, appelé Nouvelles-Hébrides, qui s'achemine vers l'indépendance. Les autorités coloniales britanniques et françaises ont opéré leurs propres institutions, notamment scolaires, de manière séparée, produisant des communautés francophone et anglophone distinctes, qui s'organient en partis politiques pour défendre leurs intérêts.
Les deux grands partis qui émergent dans la politique des Nouvelles-Hébrides dans le contexte de la transition vers l'indépendance sont le Vanua'aku Pati, anglophone, socialiste, dirigé par des Protestants, et l'Union des Partis modérés, francophone, plutôt conservatrice, et dont les membres sont majoritairement catholiques. Le FMP, quant à lui, représente les communautés francophones adhérentes à l'Église libre protestante dans le nord de Malekula et le sud d'Espiritu Santo (à la fois en zone rurale et à Luganville). L'hostilité du Vanua'aku Pati envers la langue française et les francophones est ce qui amène les Protestants francophones à fonder leur propre parti, qui se rapproche des autres partis francophones,. 
Ainsi, en 1981, le FMP est l'un des partis fondateurs de l'UPM, privilégiant son identification linguistique plutôt que religieuse, en raison notamment de l'hostilité du Vanua'aku Pati envers la France. Le FMP conserve néanmoins une identité distincte au sein de l'Union, choisissant de ne pas fusionner, afin de mieux représenter les intérêts des francophones protestants. 
Depuis 1983, le FMP présente des candidats dans les circonscriptions de ses deux îles d'origine, Malekula et Santo. Il remporte un siège à Santo aux élections de 1983, le perd en 1987, puis le regagne en 1991, le conservant aux élections de 1995, de 1998 et de 2002. Il le perd à nouveau en 2004 En 2008, un professeur des collèges du nom de Voyasusu Taerono prend la relève et se présenta sous l'étiquette du Parti fraternel mélanésien. Allié aux sympathisants UPM de la région, il remporte de justesse l'avant-dernier siège de Santo, avec 592 voix. Par son affiliation avec l'UPM, les députés FMP sont toujours considérés comme étant des députés UPM. Le parti n'a jamais remporté de siège à Malekula. Lorsque le parti a un député, celui-ci vote généralement en accord avec l'UPM.
Bien qu'il ne soit plus représenté au Parlement, le parti existe toujours, et demeure basé à Luganville, la deuxième ville du pays, à Santo. Son président est Albert Ravutia, et son secrétaire général est Jacob Thyna. Outre sa relation avec l'UPM, il maintient une entente avec les mouvements Nagriamel et Namangi-Aute. Étant un parti essentiellement régionaliste, il prône une plus grande décentralisation. Son principal autre thème de campagne est le développement rural tout en sauvegardant la propriété coutumière autochtone des terres.

## Représentation au Parlement
| Élection | Sièges |
| -------- | ------ |
| 1977     | 2      |
| 1979     | 0      |
| 1983     | 1      |
| 1987     | 0      |
| 1991     | 1      |
| 1995     | 1      |
| 1998     | 1      |
| 2002     | 1      |
| 2004     | 0      |
| 2008     | 1      |
| 2012     | 0      |
| 2016     | 1      |
| 2020     | 4      |
| 2022     | 0      |